# 卢瓦尼
卢瓦尼（法語：Louvagny，法語發音：[luvaɲi] ⓘ）是法国卡尔瓦多斯省的一个市镇，位于该省南部偏东，属于卡昂区。

## 地理
卢瓦尼（48°56'47"N, 0°2'42"W）面积5.5 平方千米，位于法国诺曼底大区卡爾瓦多斯省，该省份为法国西北部沿海省份，北濒大西洋英吉利海峡，东北与滨海塞纳省以海上边界相接，东临厄尔省，南至奧恩省，西与芒什省接壤。
与卢瓦尼接壤的市镇（或旧市镇、城区）包括：欧日地区巴鲁、库尔西、若尔、莫尔托-库利伯夫、维克、欧日地区圣皮埃尔。

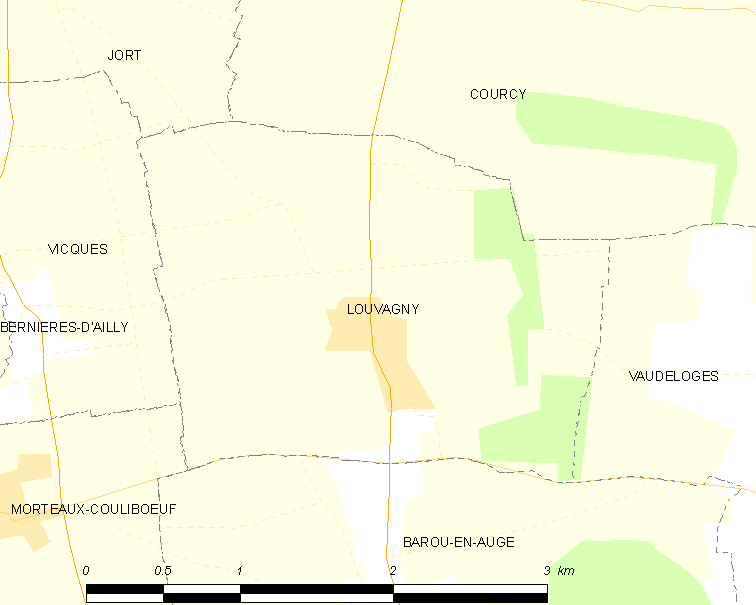
卢瓦尼的OSM定位图

卢瓦尼的时区为UTC+01:00、UTC+02:00（夏令时）。

## 行政
卢瓦尼的邮政编码为14170，INSEE市镇编码为14381。

## 政治
卢瓦尼所属的省级选区为法莱斯县。

## 人口

1962-2008年间卢瓦尼人口变化图示

卢瓦尼于2022年1月1日时的人口数量为59人。